# Korsika-Hase

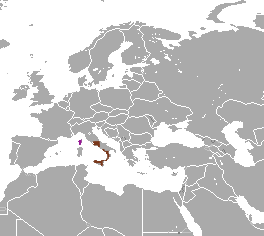
Verbreitungskarte des Korsika-Hasen

Der Korsika-Hase (Lepus corsicanus), auch Italienischer Hase oder Apenninenhase, ist eine Säugetierart aus der Familie der Hasen (Leporidae). Trotz seines Namens ist er nur im mittleren und südlichen Italien einschließlich Sizilien heimisch, auf Korsika wurde er eingeführt. Die IUCN stuft die Art als gefährdet („vulnerable“) ein.

## Kennzeichen
Der Korsika-Hase ist etwas kleiner und leichter als der ähnliche Feldhase, die Ohren und die Hinterfüße sind jedoch im Verhältnis zum Körper länger. Die Kopf-Rumpf-Länge beträgt 441–612 mm, die Schwanzlänge 66–112 mm, die Länge der Hinterfüße 114–135 mm und die Ohrlänge 90–126 mm. Die Tiere wiegen 1,8–3,8 kg. Im Vergleich zum Feldhasen ist das Fell oberseits grauer und an den Flanken mehr beigebraun, die Wollhaare haben eine graue Basis. Die Unterseite ist weiß.

## Verbreitung und Lebensraum
Die Art ist ein Endemit Italiens. Das kleine Verbreitungsgebiet erstreckt sich vom mittleren Nordwesten bis in den Süden Italiens und schließt Sizilien ein, die genaue Verbreitung ist bis heute vielfach unklar. Auf der namensgebenden Insel Korsika ist der Korsika-Hase vermutlich zwischen dem 14. und dem 17. Jahrhundert eingeführt worden und galt dort Mitte der 1980er Jahre als wahrscheinlich wieder ausgestorben. In den Jahren 2000 und 2001 wurde das Vorkommen der Art dort jedoch wieder durch mehrere Totfunde zweifelsfrei nachgewiesen.
Durch Lebensraumzerstörung und Konkurrenz mit dem Feldhasen ist die Art auf der Italienischen Halbinsel heute weitgehend auf gebirgige Regionen beschränkt und kommt im Hügel- und Flachland nur dort vor, wo der Feldhase selten ist oder – wie auf Sizilien – fehlt. Die Art bewohnt halboffene Landschaften mit Gebüsch und Laubwäldern sowie offenen Bereichen, die auch landwirtschaftlich genutzt sein können. Sie kommt von Meereshöhe bis in 2000 m, am Ätna auch bis in 2400 m vor. Im Gegensatz zum Feldhasen bewohnen Korsika-Hasen auch die mediterrane Macchie.

## Lebensweise
Zur Lebensweise der Art liegen bisher nur wenige Angaben vor. Auf Sizilien ernähren sich Korsika-Hasen ganzjährig von Sauergrasgewächsen (Cyperaceae), Binsengewächsen (Juncaceae), Hülsenfrüchtlern (Leguminosae) und Korbblütler (Compositae). Im Frühjahr und Sommer werden außerdem Süßgräser (Gramineae) und Lippenblütler (Labiatae) gefressen. Bei einer Untersuchung im Regionalpark Gallipoli Cognato Piccole Dolomiti Lucane in der Region Basilikata, Süditalien, wurde eine umfassende Analyse der Nahrungszusammensetzung anhand von Kotpillen der Hasen vorgenommen. Dabei wurden insgesamt 62 verschiedene Pflanzenarten identifiziert, dabei zahlreiche Kräuter wie Trifolium pratense, Brachypodium sylvaticum oder Festuca arundinacea. Im Frühjahr liegt der Anteil der Süßgräser vergleichsweise hoch (37 %), die Diversität der Nahrung ist in dieser Jahreszeit gering. In den anderen Jahreszeiten und vor allem im Herbst steigt der Anteil von Früchten wie Pflaumen, Birnen und Äpfeln, der im Herbst etwa 27 % ausmacht.

## Systematik
Der Korsika-Hase wird als eigenständige Art der Gattung Lepus erstmals 1898 durch William Edward de Winton beschrieben, später jedoch dem Feldhasen (Lepus europaeus) als Unterart zugeschlagen. Anhand von morphologischen und molekularbiologischen Untersuchungen wurde er jedoch in den späten 1990er Jahren wieder als eigenständige Art anerkannt.

## Bestand und Gefährdung
Auf dem italienischen Festland gilt der Korsika-Hase als stark gefährdet („endangered“). Die Populationen sind zumeist räumlich voneinander isoliert, wodurch vermutlich kaum noch ein genetischer Austausch stattfindet und die Art ist dort insgesamt selten. Bestehende Gefährdungen sind die anhaltende Lebensraumzerstörung, die Einführung bzw. Bestandsaufstockung des konkurrierenden Feldhasen und die unabsichtliche Bejagung durch Verwechslung mit diesem. Auf Sizilien ist die Art hingegen weit verbreitet und zumindest lokal auch häufig. Insgesamt stuft die IUCN die Art als gefährdet („vulnerable“) ein.

### Belege
1. 1 2 3  Lepus corsicanus in der Roten Liste gefährdeter Arten der IUCN 2009. Eingestellt von: Angelici, F.M., Randi, E., Riga, F. & Trocchi, V., 2008. Abgerufen am 14. Dezember 2009.
2. ↑  Pierangelo Freschi, Simonetta Fascetti, Mauro Musto, Egidio Mallia, Carlo Cosentino, Rosanna Paolino: Diet of the Italian hare (Lepus corsicanus) in a semi-natural landscape of southern Italy. (Memento des Originals vom 4. März 2016 im Internet Archive)  Info: Der Archivlink wurde automatisch eingesetzt und noch nicht geprüft. Bitte prüfe Original- und Archivlink gemäß Anleitung und entferne dann diesen Hinweis. Mammalia 1, 2015; S. 51–59, doi:10.1515/mammalia-2013-0117
3. ↑  
Lucas A. Wauters, Giovanni Amori, Gaetano Aloise, Spartaco Gippoliti, Paolo Agnelli, Andrea Galimberti, Maurizio Casiraghi, Damiano Preatoni, Adriano Martinoli: New endemic mammal species for Europe: Sciurus meridionalis (Rodentia, Sciuridae). Hystrix, the Italian Journal of Mammalogy 28, 1. doi:10.4404/hystrix-28.1-12015